# Adlullia civitta
Adlullia civitta är en fjärilsart som beskrevs av Swinhoe 1903. Adlullia civitta ingår i släktet Adlullia och familjen tofsspinnare. Inga underarter finns listade i Catalogue of Life.